# 1988年カルガリーオリンピックのソビエト連邦選手団
1988年カルガリーオリンピックのソビエト連邦選手団（1988ねんカルガリーオリンピックのソビエトれんぽうせんしゅだん）は、1988年2月13日から2月28日までカナダのカルガリーで開催された1988年カルガリーオリンピックのソビエト連邦選手団、およびその競技結果。

## 概要
1991年12月のソビエト連邦の崩壊によって、15の構成共和国それぞれが独立したため、ソビエト連邦としての冬季オリンピック参加はこれが最後となった。1992年アルベールビルオリンピックにはEUNとして参加、1994年リレハンメルオリンピックにはそれぞれの国内オリンピック委員会からの参加となった。

## メダル
| メダル | 選手名 | 競技                   | 種目               |
| ------ | --- | ---------------------- | ------------------ |
| 金     | ディミトリ・ヴァシリエフ セルゲイ・チェピコフ アレクサンドル・ポポフ ヴァレリー・メドベツェフ | バイアスロン           | 男子4×7.5kmリレー  |
| 金     | ジャニス・キプルス ウラジミール・コスロフ | ボブスレー             | 男子2人乗り        |
| 金     | ミハイル・デビアチアロフ | クロスカントリースキー | 男子15kmクラシカル |
| 金     | アレクセイ・プロクロロフ | クロスカントリースキー | 男子30kmクラシカル |
| 金     | ヴィダ・ヴェンセニェ | クロスカントリースキー | 女子10kmクラシカル |
| 金     | タマラ・チホノワ | クロスカントリースキー | 女子20kmフリー     |
| 金     | スヴェトラナ・ナゲイキナ ニナ・ガブリリュク タマラ・チホノワ アンフィサ・レスツォワ | クロスカントリースキー | 女子4×5kmリレー    |
| 金     | エカテリーナ・ゴルデーワ セルゲイ・グリンコフ | フィギュアスケート     | ペア               |
| 金     | ナタリア・ベステミアノワ アンドレイ・ブキン | フィギュアスケート     | アイスダンス       |
| 金     | イリヤ・ビャキン ヴャチェスラフ・ブイコフ アレクサンドル・チェルヌイフ ヴャチェスラフ・フェティソフ アレクセイ・グサロフ ワレリ・カメンスキ アレクセイ・カサトノフ アンドレイ・ホムトフ アレクセイ・コジェフニコフ イーゴリ・クラフチュク ウラジーミル・クルトフ アンドレイ・ロマーキン イーゴリ・ラリオノフ セルゲイ・マカロフ アレクサンドル・モギルニー セルゲイ・ミルニコフ ビタリー・サモイロフ アナトリー・セメノフ セルゲイ・スタリコフ イーゴリ・ステルノフ セルゲイ・スベトロフ セルゲイ・ヤシン | アイスホッケー         | 男子               |
| 金     | ニコライ・グリャエフ | スピードスケート       | 男子1000m          |
| 銀     | ヴァレリー・メドベツェフ | バイアスロン           | 男子10kmスプリント |
| 銀     | ヴァレリー・メドベツェフ | バイアスロン           | 男子20km           |
| 銀     | ヴラジーミル・スミルノフ | クロスカントリースキー | 男子30kmクラシカル |
| 銀     | ヴラジーミル・スミルノフ ヴラジミール・サクノフ ミハイル・デビアチアロフ アレクセイ・プロクロロフ | クロスカントリースキー | 男子4×10kmリレー   |
| 銀     | タマラ・チホノワ | クロスカントリースキー | 女子5kmクラシカル  |
| 銀     | ライサ・スメタニナ | クロスカントリースキー | 女子10kmクラシカル |
| 銀     | アンフィサ・レスツォワ | クロスカントリースキー | 女子20kmフリー     |
| 銀     | エレーナ・ワロワ オレグ・ワシリエフ | フィギュアスケート     | ペア               |
| 銀     | マリナ・クリモワ セルゲイ・ポノマレンコ | フィギュアスケート     | アイスダンス       |
| 銅     | セルゲイ・チェピコフ | バイアスロン           | 男子10kmスプリント |
| 銅     | ジャニス・キプルス グンチス・オシス ジュリス・トン ウラジミール・コスロフ | ボブスレー             | 男子4人乗り        |
| 銅     | ヴラジーミル・スミルノフ | クロスカントリースキー | 男子15kmクラシカル |
| 銅     | ヴィダ・ヴェンセニェ | クロスカントリースキー | 女子5kmクラシカル  |
| 銅     | ライサ・スメタニナ | クロスカントリースキー | 女子20kmフリー     |
| 銅     | ヴィクトール・ペトレンコ | フィギュアスケート     | 男子シングル       |
| 銅     | ユーリ・ハルチェンコ | リュージュ             | 男子1人乗り        |
| 銅     | アラール・レバンディ | ノルディック複合       | 男子個人           |
| 銅     | イーゴリ・ゼレゾフスキー | スピードスケート       | 男子1000m          |